# 국기훈
국기훈(1986년 1월 6일 ~ 2021년 10월 11일)은 대한민국의 배우이다.

## 드라마
- 2017년 OCN 《보이스》

## 공연
- 2014년 : 나의 스타에게 - 피카소 소극장 1관
- 2015년 : 나의 스타에게 - 대학로 극장 동국
- 2015년 : 러브 액츄얼리2 - 창원

## 연극
- 2014년 : 나의 스타에게
- 2015년 : 러브 액츄얼리2
- 2016년 : 러브 액츄얼리2
- 2016년 : 나의 스타에게